# Gentiana abaensis
Gentiana abaensis är en gentianaväxtart som beskrevs av T.N. Ho. Gentiana abaensis ingår i släktet gentianor, och familjen gentianaväxter. Inga underarter finns listade i Catalogue of Life.